# خوسيه رامون مونتيرو
خوسيه رامون مونتيرو (بالإسبانية: José Ramón Montero)‏ هو عالم سياسة إسباني، ولد في 1948 في قادس في إسبانيا.